# 원 시투흐엉
원시투흐엉(베트남어: Nguyễn Thị Thu Hương / 阮氏秋香 응우옌티투흐엉 (완씨추향)[*], 1984년 ~ )은 베트남 출신의 한국 방송인이다. 2006년에 KBS 2TV 미녀들의 수다에서 첫 번째 베트남 출신 패널로 출연하였다. 경희대학교 국어국문학과를 졸업한 후 서울대학교 언론정보학과 대학원에 진학하였으며, 최근에는 EBS에서 외국인을 위한 실용 한국어를 미녀들의 수다 동기인 중국인 패널 손요와 필리핀 출신의 이자스민과 진행하였다.

## 출연작
- 2006년 ~ 2008년 KBS 《미녀들의 수다》
- 2009년 ~ 2010년 EBS 《외국인을 위한 실용 한국어》

## 같이 보기
- 하 황 하이옌
- 손요
- 에바 포피엘
- 사오리
- 후지타 사유리
- 아키바 리에